# Baverans
 Baverans  es una población y comuna francesa, en la región de Franco Condado, departamento de Jura, en el distrito de Dole y cantón de Rochefort-sur-Nenon.

## Demografía
| 228 | 220 | 267 | 294 | 319 | 323 |
| Para los censos de 1962 a 1999 la población legal corresponde a la población sin duplicidades (Fuente: INSEE [Consultar]) |     |     |     |     |     |